# 大牟田市の町・字
大牟田市の町・字では、福岡県大牟田市の町・字の一覧を記す。
なお、住居表示実施地区はなく、住所の表記はすべて町丁名のあとに「○○番地」、枝番があるときは「○○番地△△」となる。

## 町丁名
- 〒836-0001 昭和開 しょうわびらき
- 〒836-0002 大字岬 みさき
- 〒836-0003 大字唐船 とうせん
- 〒836-0004 大字手鎌 てがま
- 〒836-0005 椿黒町 つばくろまち
- 〒836-0006 大黒町 だいこくまち（1～4丁目）
- 〒836-0007 城町 しろまち（1・2丁目）
- 〒836-0011 健老町 けんろうまち
- 〒836-0012 明治町 めいじまち（1～3丁目）
- 〒836-0013 中町 なかまち（1・2丁目）
- 〒836-0014 恵比須町 えびすまち
- 〒836-0015 天神町 てんじんまち
- 〒836-0016 北磯町 きたいそまち
- 〒836-0017 新開町 しんかいまち
- 〒836-0021 浜町 はままち
- 〒836-0022 港町 みなとまち
- 〒836-0023 中島町 なかしままち
- 〒836-0024 住吉町 すみよしまち
- 〒836-0025 中友町 なかともまち
- 〒836-0026 浜田町 はまだまち
- 〒836-0027 西浜田町 にしはまだまち
- 〒836-0031 西新町 にししんまち
- 〒836-0032 新地町 しんちまち
- 〒836-0033 松原町 まつばらまち（丁目なし/2丁目）
- 〒836-0034 小浜町 こはままち（丁目なし/1～3丁目）
- 〒836-0035 千代町 ちよまち
- 〒836-0036 小川町 おがわまち
- 〒836-0037 岬町 みさきまち
- 〒836-0041 新栄町 しんさかえまち
- 〒836-0042 栄町 さかえまち（1・2丁目）
- 〒836-0043 橋口町 はしぐちまち
- 〒836-0044 古町 ふるまち
- 〒836-0045 久保田町 くぼたまち（1・2丁目）
- 〒836-0046 本町 ほんまち（1～6丁目）
- 〒836-0047 大正町 たいしょうまち（1～6丁目）
- 〒836-0051 諏訪町 すわまち（1～3丁目）
- 〒836-0052 白金町 しらがねまち
- 〒836-0053 山下町 やましたまち
- 〒836-0054 天領町 てんりょうまち（1～3丁目）
- 〒836-0055 樋口町 ひぐちまち
- 〒836-0056 姫島町 ひめしままち
- 〒836-0057 汐屋町 しおやまち
- 〒836-0061 新港町 しんこうまち
- 〒836-0062 西港町 にしみなとまち（1・2丁目）
- 〒836-0063 入船町 いりふねまち
- 〒836-0064 高砂町 たかさごまち
- 〒836-0065 三川町 みかわまち（1～5丁目）
- 〒836-0066 浪花町 なにわまち
- 〒836-0067 四山町 よつやままち
- 〒836-0071 加納町 かのうまち（1・2丁目）
- 〒836-0072 上屋敷町 かみやしきまち（1・2丁目）
- 〒836-0073 船津町 ふなつまち（丁目なし/1・2丁目）
- 〒836-0074 藤田町 ふじたまち
- 〒836-0075 南船津町 みなみふなつまち（1～4丁目）
- 〒836-0076 三里町 みさとまち（1～3丁目）
- 〒836-0077 早米来町 ぞうめきまち（1・2丁目）
- 〒836-0081 田端町 たばたまち
- 〒836-0082 片平町 かたひらまち
- 〒836-0083 長田町 ながたまち
- 〒836-0084 馬場町 ばばまち
- 〒836-0085 一部町 いちぶまち
- 〒836-0086 馬込町 まごめまち（1・2丁目）
- 〒836-0087 飯田町 いいだまち
- 〒836-0091 沖田町 おきたまち
- 〒836-0092 桜町 さくらまち
- 〒836-0093 神田町 かんだまち
- 〒836-0094 臼井町 うすいまち
- 〒836-0095 野添町 のぞえまち
- 〒836-0096 萩尾町 はぎおまち（1・2丁目）
- 〒836-0097 東萩尾町 ひがしはぎおまち

- 〒836-0801 柿園町 かきぞのまち（1～3丁目）
- 〒836-0802 日出町 ひのでまち（1～3丁目）
- 〒836-0803 鳥塚町 とりつかまち[1]
- 〒836-0804 長溝町 ながみぞまち
- 〒836-0805 通町 とおりちょう
- 〒836-0806 東新町 ひがししんまち（1・2丁目）
- 〒836-0807 旭町 あさひまち（1～3丁目）
- 〒836-0811 八尻町 はちじりまち（1～3丁目）
- 〒836-0812 亀甲町 かめのこまち
- 〒836-0813 平原町 ひらばるまち
- 〒836-0814 龍湖瀬町 りゅうごぜまち
- 〒836-0815 瓦町 かわらまち
- 〒836-0816 八本町 はちほんまち
- 〒836-0817 浅牟田町 あさむたまち
- 〒836-0821 東泉町 ひがしいずみまち
- 〒836-0822 稲荷町 とうかまち
- 〒836-0823 亀谷町 かめたにまち
- 〒836-0824 大浦町 おおうらまち
- 〒836-0825 三坑町 さんこうまち
- 〒836-0826 焼石町 やけいしまち
- 〒836-0827 東宮浦町 ひがしみやうらまち
- 〒836-0831 泉町 いずみまち
- 〒836-0832 常盤町 ときわまち
- 〒836-0833 山上町 やまのうえまち
- 〒836-0834 一本町 いっぽんまち
- 〒836-0835 西宮浦町 にしみやうらまち
- 〒836-0836 左古町 さこまち
- 〒836-0837 谷町 たにまち
- 〒836-0841 築町 ちくまち
- 〒836-0842 有明町 ゆうめいまち（1・2丁目）
- 〒836-0843 不知火町 しらぬひまち（1～3丁目）
- 〒836-0844 浄真町 じょうしんまち
- 〒836-0845 正山町 しょうざんまち
- 〒836-0846 右京町 うきょうまち
- 〒836-0847 八江町 やつえまち
- 〒836-0851 笹林町 ささばやしまち（1・2丁目）
- 〒836-0852 曙町 あけぼのまち[2]
- 〒836-0853 上町 かみまち（1・2丁目）
- 〒836-0854 出雲町 いずもまち
- 〒836-0855 松浦町 まつうらまち
- 〒836-0856 宮坂町 みやさかまち
- 〒836-0857 宮山町 みややままち
- 〒836-0861 宝坂町 たからざかまち（1・2丁目）
- 〒836-0862 原山町 はらやままち
- 〒836-0863 一浦町 いちのうらまち
- 〒836-0864 真道寺町 しんどうじまち
- 〒836-0865 七浦町 ななうらまち
- 〒836-0866 上官町 じょうかんまち（1～4丁目）
- 〒836-0867 花園町 はなぞのまち
- 〒836-0871 昭和町 しょうわまち
- 〒836-0872 黄金町 こがねまち（1・2丁目）
- 〒836-0873 駛馬町 はやめまち
- 〒836-0874 末広町 すえひろまち
- 〒836-0875 宮原町 みやはらまち（1・2丁目）
- 〒836-0876 若宮町 わかみやまち
- 〒836-0877 延命寺町 えんめいじまち
- 〒836-0881 米生町 よねおまち（1・2丁目）
- 〒836-0882 臼井新町 うすいしんまち（1・2丁目）
- 〒836-0883 馬渡町 まわたりまち
- 〒836-0884 笹原町 ささはらまち（1～3丁目）
- 〒836-0885 下池町 しもいけまち
- 〒836-0886 大字勝立 かつだち
- 〒836-0891 合成町 ごうせいまち
- 〒836-0892 早鐘町 はやがねまち
- 〒836-0893 大字櫟野 いちの
- 〒836-0894 大字教楽来 きょうらぎ
- 〒836-0895 新勝立町 しんかつだちまち（1～6丁目）
- 〒836-0896 天道町 てんどうまち
- 〒836-0897 青葉町 あおばまち

- 〒837-0901 大字四ケ しか
- 〒837-0902 大字上内 かみうち
- 〒837-0903 大字宮崎 みやざき
- 〒837-0904 大字吉野 よしの
- 〒837-0905 大字甘木 あまぎ
- 〒837-0906 大字倉永 くらなが
- 〒837-0907 四箇新町 しかしんまち
- 〒837-0910 岩本新町 いわもとしんまち
- 〒837-0911 大字橘 たちばな
- 〒837-0912 大字白銀 しらがね
- 〒837-0913 大字岩本 いわもと
- 〒837-0914 大字宮部 みやべ
- 〒837-0915 大字久福木 くぶき
- 〒837-0916 大字田隈 たくま
- 〒837-0917 大字草木 くさき
- 〒837-0921 大字三池 みいけ
- 〒837-0922 大字今山 いまやま
- 〒837-0923 大字新町 しんまち
- 〒837-0924 大字歴木 くぬぎ
- 〒837-0925 大字白川 しらかわ
- 〒837-0926 上白川町 かみしらかわまち（1・2丁目）
- 〒837-0927 中白川町 なかしらかわまち（1～3丁目）
- 〒837-0928 下白川町 しもしらかわまち（1・2丁目）

郵便番号未設定
- 初島 はつしま
- 三池島 みいけじま

## 町丁名の変遷
町丁名の新設・廃止を伴うものに限る（区画整理等による境界変更は含めない）。

### 町村制施行時
1889年4月1日の町村制施行当時における大字名。
旧大牟田町
- 大牟田（おおむた）
- 下里（さがり）
- 稲荷（とうか）
- 横須（よこす）

旧三池町
- 三池（みいけ）
- 歴木（くぬぎ）
- 今山（いまやま）
- 新町（しんまち）

旧三川村
- 三里（みさと）
- 川尻（かわしり）

旧駛馬村
- 川尻（かわしり）
- 藤田（ふじた）
- 西米生（にしよねお）
- 東米生（ひがしよねお）

旧玉川村
- 東米生（ひがしよねお）
- 勝立（かつだち）
- 櫟野（いちの）
- 教楽来（きょうらぎ）

旧倉永村
- 吉野（よしの）
- 宮崎（みやざき）
- 倉永（くらなが）

旧上内村
- 岩本（いわもと）
- 上内（かみうち）
- 四ケ（しか）

旧手鎌村
- 甘木（あまぎ）
- 岬（みさき）
- 唐船（とうせん）
- 手鎌（てがま）

旧銀水村
- 白銀（しらがね）
- 橘（たちばな）
- 宮部（みやべ）
- 久福木（くぶき）
- 田隈（たくま）
- 草木（くさき）
- 白川（しらかわ）

### 明治・大正年間
1907年（明治40年）
倉永・手鎌・上内・銀水の4村が合併し、新たに銀水村が発足。
1908年（明治41年）
三川村に三池港が開港、周辺地域に大字新港を設置。
1912年（大正元年）
三川村が単独で町制を施行し、三川町となる。
1917年（大正6年）
大牟田町が単独で市制を施行し、大牟田市となる。
1919年（大正8年）
当時の大牟田市域において、以下の町丁を設置。括弧内は旧大字（大字大牟田・下里・稲荷・横須を廃止）。
- 曙町（下里）
- 旭町1～3丁目（稲荷・横須）
- 浅牟田町（稲荷）
- 泉町（下里）
- 出雲町（下里）
- 磯町（大牟田）
- 一浦町（下里・大牟田）
- 一本町（下里）
- 魚町（大牟田）
- 恵比須町1・2丁目（横須）
- 大浦町（稲荷）
- 大高町（大牟田・下里）
- 大浜町（大牟田）
- 柿園町1～4丁目（稲荷・横須）
- 上町1～3丁目（下里）
- 亀谷町（稲荷）
- 亀甲町（稲荷）
- 瓦町（稲荷）
- 北磯町（横須）
- 北浜田町（大牟田）
- 京町（横須・稲荷）
- 健老町（横須）
- 小浜町（大牟田）
- 栄町1・2丁目（横須）
- 左古町（下里）
- 笹林町（大牟田・下里）
- 三坑町（下里）
- 上官町1～4丁目（下里）
- 不知火町1～3丁目（大牟田）
- 城町1・2丁目（横須）
- 新開町（横須）
- 新地町（大牟田）
- 真道寺町（下里）
- 新浜田町（大牟田）
- 須鼻町（大牟田）
- 住吉町（大牟田）

- 大黒町1～4丁目（横須）
- 大正町1～6丁目（大牟田）
- 宝坂町1・2丁目（大牟田）
- 谷町（下里）
- 築町（大牟田・下里）
- 椿黒町（横須）
- 天神町1・2丁目（横須）
- 稲荷町（稲荷・下里）
- 通町（稲荷）
- 常盤町（下里）
- 鳥塚町（稲荷）
- 中町1・2丁目（横須）
- 中島町（大牟田）
- 中友町（大牟田）
- 中浜田町（大牟田）
- 長溝町（稲荷）
- 七浦町（下里）
- 西浜田町（大牟田）
- 西宮浦町（下里）
- 西有明町（大牟田）
- 橋口町（下里）
- 八尻町1丁目～3丁目（稲荷）
- 八本町（稲荷）
- 花園町（下里）
- 浜町（横須）
- 原山町（大牟田）
- 東泉町（稲荷・下里）
- 東新町1～4丁目（稲荷・横須）
- 東宮浦町（下里）
- 日出町1～3丁目（稲荷）
- 平原町（稲荷）
- 古町（大牟田）
- 本町1～6丁目（大牟田）
- 本浜田町（大牟田）

- 松浦町（下里）
- 松原町1・2丁目（大牟田）
- 港町（大牟田）
- 南浜田町（大牟田）
- 宮坂町（下里）
- 宮山町（下里）
- 明治町1～3丁目（横須）
- 元町（下里）
- 焼石町（下里）
- 山上町（下里）
- 有明町（下里・大牟田）
- 龍湖瀬町（稲荷）

### 昭和0・10年代
1929年（昭和4年）
三川町が大牟田市へ編入される。
1932年（昭和7年）
旧三川町域において、以下の町丁を設置。括弧内は旧大字（大字新港を廃止）。
- 入船町（川尻・三里）
- 右京町（川尻）
- 延命寺町（川尻）
- 小川町（川尻）
- 片平町（川尻）
- 加納町1・2丁目（三里）
- 上屋敷町1・2丁目（三里）
- 黄金町1・2丁目（川尻）
- 汐屋町（三里）
- 浄真町（川尻）
- 昭和町（川尻）
- 白金町（川尻）
- 新港町（新港）
- 諏訪町1～3丁目（川尻）
- 早米来町1・2丁目（三里）

- 高砂町（三里）
- 田端町（川尻）
- 天領町1～3丁目（川尻・三里）
- 長田町（川尻）
- 浪花町（三里）
- 西港町1・2丁目（川尻・三里）
- 樋口町（三里）
- 姫島町（三里）
- 船津町（川尻・三里）
- 三川町1～5丁目（三里）
- 三里町1～3丁目（三里）
- 八江町（川尻）
- 山下町（川尻）
- 四山町（三里）
- 若宮町（川尻）

1937年（昭和12年）
大字川尻及び隣接する町丁を再編し、正山町を設置（大字川尻を廃止）。
1938年（昭和13年）
駛馬村が単独で町制を施行し、駛馬町となる。
1939年（昭和14年）
小浜町地先の埋立地に、岬町を設置。
1941年（昭和16年）
三池町・駛馬町・玉川村・銀水村が大牟田市へ編入される。
大字三里及び隣接する町丁を再編し、天満町1・2丁目、長船町1・2丁目を設置（大字三里を廃止）。

### 昭和20・30年代
1952年（昭和27年）
天満町1・2丁目、長船町1・2丁目及び周辺町丁の一部を再編し、南船津町1～4丁目を設置（天満町1・2丁目、長船町1・2丁目を廃止）。
1953年（昭和28年）
初島が大牟田市に編入される。
1955年（昭和30年）
旧駛馬町・玉川村域において、以下の町丁を設置。括弧内は旧大字（大字藤田・西米生・東米生・川尻を廃止）。
- 青葉町（西米生）
- 飯田町（東米生）
- 一部町（西米生）
- 臼井新町1・2丁目（東米生）
- 臼井町（東米生）
- 沖田町（西米生）
- 神田町（西米生・東米生・藤田）
- 合成町（西米生）
- 新勝立町1～6丁目（勝立・西米生・東米生）
- 末広町（西米生）
- 下池町（東米生・勝立）
- 笹原町1～3丁目（東米生）
- 桜町（藤田）
- 天道町（西米生）

- 野添町（東米生）
- 馬場町（西米生・川尻）
- 早鐘町（西米生）
- 駛馬町（西米生）
- 萩尾町1・2丁目（東米生）
- 東萩尾町（東米生）
- 藤田町（藤田）
- 馬込町1・2丁目（西米生・東米生）
- 馬渡町（西米生・東米生）
- 宮原町（西米生）
- 米生町1・2丁目（西米生・東米生）

1960年（昭和35年）
浜田町地先の埋立地に、西新町を設置。

### 昭和40～60年代
1966年（昭和41年）
大正町6丁目、白金町、諏訪町1丁目、小川町、小浜町のそれぞれ一部を再編し、千代町を設置。
1967年（昭和42年）
三池干拓が完成、昭和開設置。
1970年（昭和45年）
三池島が完成。
1973年（昭和48年）
大字白川のそれぞれ一部より、以下の町丁を設置。
- 上白川町1・2丁目
- 中白川町1～3丁目
- 下白川町1・2丁目

1976年（昭和51年）8月1日
土地区画整理事業（戦災復興地区）により、以下の町丁を設置。
- 恵比須町
- 久保田町1・2丁目
- 小浜町1～3丁目
- 笹林町1・2丁目
- 新栄町
- 天神町
- 浜田町
- 松原町
- 有明町1・2丁目

また、以下の町丁を廃止。
- 磯町
- 魚町
- 恵比須町1・2丁目
- 大高町
- 大浜町
- 柿園町4丁目[7]
- 上町3丁目[8]
- 北浜田町
- 京町
- 笹林町
- 新浜田町
- 須鼻町
- 天神町1・2丁目
- 中浜田町
- 西有明町
- 東新町3・4丁目[9]
- 本浜田町
- 松原町1丁目[10]
- 南浜田町
- 元町
- 有明町

### 平成年間
1991年（平成3年）
船津町の一部より、船津町1・2丁目を設置。
1999年（平成11年）
大字四ケの一部より、四箇新町1～3丁目を設置。
2013年（平成25年）
大字岩本及び大字白銀の一部より、岩本新町1・2丁目を設置。